# Grevillea minutiflora
Grevillea minutiflora är en tvåhjärtbladig växtart som beskrevs av Mcgill.. Grevillea minutiflora ingår i släktet Grevillea och familjen Proteaceae. Inga underarter finns listade i Catalogue of Life.